# Ortofenylfenol

Strukturformel.

Ortofenylfenol är orto-hydroxiderivatet av difenyl och således en fenol. Ämnet är ett vitt eller gulaktigt pulver med en smältpunkt på 57 °C och är en biocid som även säljs under handelsnamnen Dowicide, Torsite, Preventol, Nipacide med fler.
Vid användning som konserveringsmedel i mat betecknas den med E231 och dess natriumsalt E232. I jordbruket används den som fungicid som appliceras efter skörden och för detta ändmål vaxas ofta citrusfrukter med ämnet. Den används även för ytdesinfektion i diverse sammanhang.
Ögonkontakt framkallar kraftig irritation med möjlig ögonskada som följd. Hos vissa individer ger även hudkontakt upphov till irritation.